# Österreichischer Bauherrenpreis 1975
Mit dem Österreichischen Bauherrenpreis der Zentralvereinigung der Architekten Österreichs wurden im Jahr 1975 die folgenden Projekte ausgezeichnet:
| Realisierung                                          | Bauherr                                   | Planer                         |
| ----------------------------------------------------- | ----------------------------------------- | ------------------------------ |
| Kurzentrum in Bad Hofgastein                          | Bürgermeister Volker Duxner               | Rüdiger Stelzer, Walter Hutter |
| Siedlung Ruhwiesen in Schlins                         | Interessengemeinschaft Siedlung Ruhwiesen | Rudolf Wäger                   |
| ›Gott schütze uns vor Otto Wagner‹ ORF-Fernsehbeitrag | ORF Wien                                  | Regie: Jörg A. Eggers          |

Die Jury bildeten Klimbacher, Kürmayr, Missoni, Parson, Purin, und Purr.